# 第5回デトロイト映画批評家協会賞
第5回デトロイト映画批評家協会賞は2011年の映画を対象としており、2011年12月10日にノミネートが発表され、同年12月14日に結果が発表された。

## 受賞一覧

### 作品賞
- 『アーティスト』
  - 『ファミリー・ツリー』
  - 『ヒューゴの不思議な発明』
  - 『テイク・シェルター』
  - 『ツリー・オブ・ライフ』

### 監督賞
- ミシェル・アザナヴィシウス - 『アーティスト』
  - テレンス・マリック - 『ツリー・オブ・ライフ』
  - ジェフ・ニコルズ - 『テイク・シェルター』
  - マーティン・スコセッシ - 『ヒューゴの不思議な発明』
  - ニコラス・ウィンディング・レフン - 『ドライヴ』

### 主演男優賞
- マイケル・ファスベンダー - 『SHAME -シェイム-』
  - ジョージ・クルーニー - 『ファミリー・ツリー』
  - ジャン・デュジャルダン - 『アーティスト』
  - ブラッド・ピット - 『マネーボール』
  - マイケル・シャノン - 『テイク・シェルター』

### 主演女優賞
- ミシェル・ウィリアムズ - 『マリリン 7日間の恋』
  - ヴィオラ・デイヴィス - 『ヘルプ 〜心がつなぐストーリー〜』
  - フェリシティ・ジョーンズ - 『今日、キミに会えたら』
  - メリル・ストリープ - 『マーガレット・サッチャー 鉄の女の涙』
  - シャーリーズ・セロン - 『ヤング≒アダルト』

### 助演男優賞
- クリストファー・プラマー - 『人生はビギナーズ』
  - ケネス・ブラナー - 『マリリン 7日間の恋』
  - アルバート・ブルックス - 『ドライヴ』
  - ライアン・ゴズリング - 『ラブ・アゲイン』
  - パットン・オズワルト - 『ヤング≒アダルト』

### 助演女優賞
- キャリー・マリガン - 『SHAME -シェイム-』
  - ベレニス・ベジョ - 『アーティスト』
  - ジェシカ・チャステイン - 『テイク・シェルター』
  - ヴァネッサ・レッドグレイヴ - 『英雄の証明』
  - オクタヴィア・スペンサー - 『ヘルプ 〜心がつなぐストーリー〜』

### アンサンブル演技賞
- 『おとなのけんか』
  - 『バッドトリップ! 消えたNO.1セールスマンと史上最悪の代理出張』
  - 『ラブ・アゲイン』
  - 『ヘルプ 〜心がつなぐストーリー〜』
  - 『マージン・コール』
  - 『WIN WIN ダメ男とダメ少年の最高の日々』

### ブレイクスルー演技賞
- ジェシカ・チャステイン - 『ヘルプ 〜心がつなぐストーリー〜』『テイク・シェルター』『ツリー・オブ・ライフ』
  - フェリシティ・ジョーンズ - 『今日、キミに会えたら』
  - メリッサ・マッカーシー - 『ブライズメイズ 史上最悪のウェディングプラン』
  - エリザベス・オルセン - 『マーサ、あるいはマーシー・メイ』
  - シェイリーン・ウッドリー - 『ファミリー・ツリー』

### 脚本賞
- 『マネーボール』 - アーロン・ソーキン、スティーヴン・ザイリアン
  - 『50/50 フィフティ・フィフティ』 - ウィル・ライザー（英語版）
  - 『アーティスト』 - ミシェル・アザナヴィシウス
  - 『人生はビギナーズ』 - マイク・ミルズ
  - 『テイク・シェルター』 - ジェフ・ニコルズ

### ドキュメンタリー映画賞
- 『Tabloid』
  - 『100,000年後の安全』
  - 『Into the Abyss』
  - 『Marwencol』
  - 『We Were Here』